# Оги и хлебарките
„Оги и хлебарките“ (на френски: Oggy et les Cafards) е френски анимационен сериал. 

## Сюжет
Разказва се за котка на име Оги и трите побъркващи го хлебарки – Ди Ди, Марки и Джоуи. Оги има приятелка на име Моника, приятел – котарака Джак и враг – кучето Боб.

## „Оги и хлебарките“ в България
В България сериалът се излъчва по Диема Фемили и Диема от 2007 г. Текстът се чете от Николай Николов.
На 16 май 2009 г. започва повторно излъчване по TV2, всяка събота и неделя от 08:00 по два епизода наведнъж. По-късно продължава по обновения PRO.BG. Текстът се чете от Станислав Пищалов.
Четвърти сезон се излъчва по Nickelodeon по време на рекламните паузи.